# Балкан (мотопед)
Вижте пояснителната страница за други значения на Балкан.
Мотопедите „Балкан“ МК50 и лекият мотоциклет „Балкан“ М75 са оригинални български конструкции, при създаването на които са използвани натрупаният опит и достиженията в тази област на световни производители на мотопеди и мотоциклети. Мотопедите "Балкан" в миналото са били известни с разговорното название "балканче".
Те са производство на Обединени заводи „Балкан“ в Ловеч, където се произвеждат също и мотоциклети „Балкан“ 250 cm³. За производството на мотопедите е приложена схемата за производствено коопериране с други заводи, като двигателите се правят в завод „Средец“ в София до 1974 г., а след това в Завода за бензинови двигатели в Пловдив. Произвеждани са от 1958 до 1975 г.

## Наименование
Превозните средства от този тип са с наименование „мопед“ (на английски: moped), но в България широко е разпространено наименованието мотопед. По закон това са дву - и триколесни превозни средства с работен обем на двигателя до 50 cm³ и чиято максимална конструктивна скорост не надвишава 45 km/h – определения в съответствие с чл. 11, 13 и 14 от Допълнителни разпоредби на Закона за движението по пътищата.
За наименованието са заимствани срички от мотоциклет и педали, поради особеностите в конструкцията на мотопеда – възможности за задвижване с двигател и с педали подобно на велосипед при угасен двигател. Пускът в ход на двигателя също се извършва с въртенето на педалите. Създаденият първи модел мотопед „Балкан“ 50МП е реализиран по тази схема. За 12 години в завода са произведени пет различни модела, като още в следващия модел педалите са заменени с манивела мотоциклетен тип (кик стартер), и са поставени стъпенки за краката при пътуване. Въпреки че в света на мотоциклетите, мотопедите с кикстартер и работен обем на двигателя до 50 cm³ се наричат „мокик“, в България за тях остава и се използва вече популярното наименование мотопед. Така най-масово произвеждания и най-сполучлив модел „Балкан“ МК50-3 е мокик по конструкция в съответствие с международното обозначение на тези транспортни средства.
Леките мотоциклети са с конструкция близка до тази на мотопедите и са двуколесни моторни превозни средства с работен обем на двигателя от 50 до 100 cm³. Разработеният и произвеждан в Обединените заводи „Балкан“ лек мотоциклет „Балкан“ М75 е един типичен представител на този клас. Конструктивно по-мощният двигател позволява продължително пътуване на двама пътници комфортно, при значително по-висока скорост и отлична маневреност на мотоциклета.

## Предназначение
Мотопедите, произвеждани в гр. Ловеч, са предназначени да транспортират един или двама души с тегло до 150 кг и със скорост значително по-висока от тази постигана с велосипед. Поради наличието на скоростна кутия, мотопедът може да изкачва наклони, да се движи по пътища с всякакви настилки, каменисти терени или такива без път. При създаването му в конструкцията са заложени да се удовлетворяват противоречиви изисквания като висока експлоатационна сигурност, висока якост при ниско тегло, добра маневреност и управляемост при различна скорост на движение, надеждни спирачки, устойчивост и комфорт за пътуващите при достатъчно мощен за експлоатационните условия двигател, но с нисък разход на гориво.

## Модификации
Произвеждани са 5 модификации на мотопеди „Балкан МК50“:
- „Балкан“ МК50ПМ – двигател с мощност 2,2 кс с педали и гумени пръстени на предното окачване;
- „Балкан“ МК50МП2 – използван е същша двигател, но с телескопична предна вилка;
- „Балкан“ МК50МПС – с двигател 2,2 кс, но с манивела за първоначално пускане на двигателя;
- „Балкан“ МК50МПМ – с нов двигател с мощност 3,3 кс и тръбна рамка;
- „Балкан“ МК50-3 с двигател 3,3 кс, с кикстартер, тръбна конструкция на рамата, кутия за филтъра и инструментите и др.

Първите 4 модела са спрени от производство. Натрупаният значителен опит в производството и експлоатацията на мотопедите води до производството на петия модел, смятан за най-сполучлив и съперничещ на световните модели от този клас.

## Техническо описание
- Двигател. Използваният двигател в мотопеда и лекия мотоциклет е двутактов с въздушно охлаждане от насрещната въздушна струя при движението. За целта е направено алуминиево оребряване, съобразено с топлоотдаването и скоростта на движение. За тези транспортни средства 95% от използваните двигатели с малък обем са с тази конструкция, като по-евтина и изискваща по-малко грижи и разходи в сравнение с четиритактовите двигатели. Карбураторът за създаване на горивната смес за 50 cm³ двигател е модел К17А, произвеждан в Завод за горивна апаратура „Устрем“ гр. Пловдив. Използвана е схемата за хоризонтален карбуратор с долна поплавъкова камера, дифузьор с диаметър 17 mm и главен жигльор, и е изработен от цинкова сплав ЦАМ 4-1.[4] Карбураторът използван в двигател МД75-4К на лекия мотоциклет е обозначен като К17А1 и e подобен на този за 50 cm³ двигател, но е с увеличена пропускателна способност на главния жигльор. Двигателят се привежда в движение с кикстартер.[5]
- Трансмисия. Състои се от първична предавка, многодисков съединител в маслена баня и тристепенна предавателна кутия с външно разположен механизъм за превключване и верижна предавка към задно колело. Скоростната кутия на лекия мотоциклет е четиристепенна. И двата мотоциклета за предаване на въртящия момент към задвижващото задно колело използват втулко-ролкова верига. Веригата се зацепва към пиньон за нейното задвижване, захванат към главния вал на предавателната кутия и куплунга (задното верижно колело) с главината на задното колело.[5]
- Ходова част. Рамата на мотоциклетите е основния елемент от ходовата част и основен носещ възел. Представлява отворена заварена конструкция от стоманени тръби. Ходовата част включва рамата със заден калник, предна вилка с преден калник, предно и задно колело. Колелата са окачени към рамата посредством предната вилка и задното окачване. Към рамата са захващат всички останали възли и агрегати на мотоциклета – двигател, резервоар за гориво, горивна и спирачна система, електрообзавеждане, седалка за транспортиране на пътника.[5] Към рамата са заварени конзоли и подседалищна хоризонтална тръбна рамка за захващане на задната част на резервоара и седалката на мотоциклета. Към рамата са захванати предната стъпенка, направена от метална тръба и покрита с профилирана гумена обвивка и стойката. Окачването на задното колело към рамата се осъществява чрез шарнирна вилка (тръбна конструкция) и задните амортисьори. Предната вилка поема натоварването и смекчава ударите при движение на предното колело. Тя е телескопичен вид и към нея са прикрепени предния калник и предните телескопи. Чрез нея се осъществява управлението и е монтирана на 64 градуса спрямо вертикалата, за да се осигури добра устойчивост и управляемост. Предното и задното колело са взаимозаменяеми. Каплата и главината на колелата са свързани чрез спици. Главината е отливка от алуминиева сплав с поставен стоманен пръстен за триене на спирачните челюсти.
- Филтърна шумонамалителна кутия. Изработена е от пластмаса и е захваната към специално заварени планки на рамата заедно с кутията за инструменти. Използва се хартиен въздушен филтър, а въздуховода е направен от гума. Кутията за инструменти е метална, произведена чрез дълбоко изтегляне от листова ламарина.
- Газоотвеждане. Изпускателната тръба се захваща към цилиндровия блок с резбова връзка и фланец, като се уплътнява с два месингови пръстена. Тръбата чрез скоба се свързва с шумонамалително гърне, изработено от стоманена ламарина.
- Електрическа уредба. Електрическата уредба е с напрежение 6 V. Състои се от динамомагнет, предно и задно осветително тяло, централен включвател, клаксон, свързващи кабели и елементите на запалването на горивната смес – индукционна бобина и запалителна свещ. Запалителната свещ е М14х1,25 с дължина 12 mm, шестостен М21 и топлинно число 260.

## Технически данни
| наименование                                   | размерност | мотопед МК50-3                                           | мотоциклет М75                                    |
| ---------------------------------------------- | ---------- | -------------------------------------------------------- | ------------------------------------------------- |
| двигател означение                             | -          | МД50-3К                                                  | МД75-4К                                           |
| Вид на двигателя                               | -          | бензинов, едноцилиндров, двутактов с възд. охлаждане     | същата конструкция                                |
| ходов обем                                     | cm³        | 49                                                       | 73,1                                              |
| максимална мощност                             | hp         | 3,4                                                      | 6,0                                               |
| Използвана двутактова смес                     | -          | бензин А88, масло ЛТ-2Т, съотношение 25:1                | бензин А88, масло ЛТ-2Т, съотношение 25:1 до 33:1 |
| Карбуратор                                     | -          | К17А                                                     | К17А1                                             |
| Запалване, напрежение, мощност                 | -          | динамомагнет, 6 V, 30 W                                  | същите параметри                                  |
| Съединител                                     | -          | многодисков в маслена баня                               | същите параметри                                  |
| Брой предавки и начин на превключване          | -          | 3, с крачен лост                                         | 4, с крачен лост                                  |
| Предно окачване, ход                           | mm         | телескопична вилка, 95                                   | телескопична вилка, 115                           |
| Задно окачване                                 | -          | шарнирна вилка и пружинни телескопи                      | същите параметри                                  |
| Верижна предавка, размери, брой звена          | mm         | верига едноредова, втулко-ролкова; 12,7 х 4,8 х 7,8; 106 | същата с размери 12,7 х 6,4 х 7,75; 108           |
| Спирачки, размери на спирачната челюст         | mm         | барабанни; 130/25                                        | барабанни; 130/25                                 |
| Размер гуми                                    | цол        | 23 х 2,50                                                | 2,75 х 16                                         |
| Тип динамомагнет, бобина за запалване          | -          | ДМ6/30, ИБМ-6                                            | ДМ6/33, ИБМ-6                                     |
| Обща дължина                                   | mm         | 1860                                                     | 1920                                              |
| Обща височина                                  | mm         | 1015                                                     | 1050                                              |
| Обща ширина                                    | mm         | 655                                                      | 740                                               |
| База (разст. между осите на колелата)          | mm         | 1166                                                     | 1230                                              |
| Максимална скорост по хориз. път с един пътник | km/h       | 65                                                       | 85                                                |
| Минимален разход на гориво                     | l/100 km   | 2,2                                                      | 2,5                                               |
| Тегло зареден                                  | kg         | 71                                                       | 93                                                |
| Общо тегло при пълен товар                     | kg         | 221                                                      | 250                                               |